# Dia Internacional para a Eliminação da Violência Sexual em Conflitos
O Dia Internacional para a Eliminação da Violência Sexual em Conflitos, foi implementado pela Assembleia Geral das Nações Unidas e é comemorado todos os anos no dia 19 de junho. Presta homenagem às vítimas de violência sexual em conflitos armados e simultaneamente torna patente a necessidade de erradicar este tipo de crimes.              

## História
Foi através da assinatura da Resolução 69/293, no dia 19 de junho de 2015, que a Assembleia Geral das Nações Unidas acrescentou esta efeméride à sua lista de Dias Internacionais. Sam Kutesa, na altura presidente da assembleia, declarou que todas as formas de violência sexual praticadas em zonas de conflito, são graves violações dos direitos humanos.
Nesta data, é também comemorada a Resolução do Conselho de Segurança das Nações Unidas 1820, que considera a violência sexual como uma táctica de guerra e como tal é uma ameaça para a segurança e a paz mundial.

## Objectivos
O conceito de violência sexual em conflito abarca não só a violação de mulheres, homens e crianças, como também a prostituição forçada, a escravatura sexual, a gravidez e aborto forçado, esterialização forçada e outras formas de violência sexual usadas como uma táctica de guerra em zonas de conflito.
Ao implementar esta data, a ONU presta homenagem às vítimas colocando-as no centro das atenções. Ao mesmo tempo pretende chamar a atenção da comunidade internacional para este tipo de crimes e para a impunidade de quem os comete, de forma a tornar claro que estes devem ser erradicados.
Tendo isto em mente a Organização das Nações Unidas, através das suas várias agências prestam apoio a comunidades atingidas por este tipo de violência. Entre elas, encontra-se o UNFPA (Fundo das Nações Unidas para a População) que dá apoio a projectos que tenham como objectivo garantir que as vítimas tenham apoio psicológico, sejam protegidas, tenham assistência jurídica e acesso a cuidados médicos, entre outros.

## Ligações Externas
- ONU News | Declaração do secretário-geral da ONU, António Guterres a propósito do Dia Internacional para a Eliminação da Violência Sexual em Conflitos (2020)